# Теория размерности
Тео́рия разме́рности — часть общей топологии, в которой изучаются размерности — числовые топологические инварианты определённого типа.
Размерность определяются тем или иным естественным образом на широком классе топологических пространств.
При этом, если
{\displaystyle X} есть полиэдр (в частности, многообразие) размерность  {\displaystyle X} совпадает с числом измерений в смысле элементарной геометрии.

## Типы размерностей
- Индуктивная размерность — большая и малая индуктивные размерности {\displaystyle \left(\operatorname {Ind} \right.} и {\displaystyle \left.\operatorname {ind} \right)}
- Размерность Лебега {\displaystyle \left(\operatorname {dim} \right)}
- Гомологическая размерность
- Когомологическая размерность

## История
Первое общее определение размерности (большой индукционной размерности {\displaystyle \operatorname {Ind} }) было дано Брауэром (1913), оно основывалось на идее Пуанкаре.
В 1921 г. Менгер и Урысон независимо от Брауэра и друг от друга пришли к похожему определению (так называемая малая индуктивная размерность {\displaystyle \operatorname {ind} }). 
Совершенно иной подход к понятию размерности берёт начало от Лебега.
Размерность Хаусдорфа — связное определение для метрических пространств.
Это определение дал Хаусдорф в 1919 году.

## Определение по Урысону
Топологическая фигура является нульмерной, если в ней не существует никакой связной фигуры, содержащей более одной точки.
Множество имеет размерность нуль, если любая его точка имеет сколь угодно малую относительную окрестность с пустой границей.
Множество имеет размерность единица, если оно не является нульмерным, но у любой его точки есть сколь угодно малая относительная окрестность, граница которой нульмерна. Множество имеет размерность {\displaystyle n}, если оно не является {\displaystyle n-1}, но у любой его точки есть сколь угодно малая относительная окрестность, граница которой нульмерна.
Точку {\displaystyle a} множества {\displaystyle X} отделяет от точки {\displaystyle b} множество {\displaystyle A} если в фигуре {\displaystyle X} не существует связного множества, которое содержит точки {\displaystyle a} и {\displaystyle b} и не пересекается с {\displaystyle A}.
Топологическая фигура размерности {\displaystyle n} определяется как фигура, не являющаяся фигурой размерности {\displaystyle n-1} и в которой любую точку вместе с её окрестностью можно отделить от остальной части фигуры с помощью множества размерности, не превышающей {\displaystyle n-1}.